# IKoncert 2016：Showtime Tour
《iKoncert 2016：Showtime Tour》是韓國男子音樂組合iKON的首場亞洲巡迴演唱會，以支持他們的第一張專輯《Welcome Back》，此次巡演由2016年1月30日和31日在韓國首爾奧林匹克體操競技場的兩場演出拉開帷幕，並成功聚集2萬4千名歌迷進場觀賞，在之後陸續造訪了日本、中國、香港、臺灣、泰國。、新加坡、馬來西亞及印尼等國家及地區。

## 背景
隨著iKON在2016年1月13日的日本首演，組合開始了他們第一次在日本競技場的演出「iKoncert：Showtime Tour in Japan 2016」。 2015年10月5日所屬經紀公司YG娛樂宣佈，將巡演原定的3座城市觀眾人數達9萬5千人的公演，再增加2座城市，一共14場演出聚集14萬6千名的歌迷，其中在福岡的兩場演出有8千名觀眾，東京場1萬3千名以及在大阪場的2萬4千名觀眾。
2016年3月17日，YG娛樂發佈了將舉行公演的兩座城市名稱正式啟動iKON在亞洲的巡迴演唱會「Showtime Tour」，而這兩座城市分別為臺灣臺北及香港，之後也造訪了中國成都、南京、深圳和上海，而巡演也擴大到了泰國、新加坡、馬來西亞和印尼。

## 特別嘉賓
- 樂童音樂家[12]
- Lee Hi[12]

## 演唱歌單

### 韓國首爾站
1. Rhythm Ta Remix（Rock Version）
2. Dumb & Dumber
3. Sinosijak
4. Be I（B.I Solo）
5. Go（Bobby Solo）
6. Anthem
7. Apology
8. Wait For Me
9. Airplane
10. Bang Bang Bang（英语：Bang Bang Bang (Big Bang song)）（翻唱BIGBANG歌曲）
11. Me Gustas Tu（振煥單獨演出，翻唱GFriend歌曲）
12. Up & Down（翻唱EXID歌曲）
13. 我不一樣（HI秀賢 Feat. Bobby）
14. M.U.P
15. I Miss You So Bad
16. My Type
17. Today
18. What's Wrong?
19. Just Another Boy
20. Climax

安可曲：
1. Long Time No See
2. Welcome Back
3. My Type
4. Dumb & Dumber

## 巡演時間表
| 日期          | 城市    | 國家/地區        | 演出場地               | 上座數  |
| ------------- | ------- | ---------------- | ---------------------- | ------- |
| 2016年1月30日 | 首爾    |                  | 首爾奧林匹克體操競技場 | 24,000  |
| 2016年1月31日 | 首爾    |                  | 首爾奧林匹克體操競技場 | 24,000  |
| 2016年2月11日 | 福岡    | 日本             | 福岡國際中心           | 146,000 |
| 2016年2月11日 | 福岡    | 日本             | 福岡國際中心           | 146,000 |
| 2016年2月15日 | 東京    | 日本             | 日本武道館             | 146,000 |
| 2016年2月16日 | 東京    | 日本             | 日本武道館             | 146,000 |
| 2016年2月16日 | 東京    | 日本             | 日本武道館             | 146,000 |
| 2016年2月20日 | 神户    | 日本             | 神戶世界紀念館         | 146,000 |
| 2016年2月20日 | 神户    | 日本             | 神戶世界紀念館         | 146,000 |
| 2016年2月21日 | 神户    | 日本             | 神戶世界紀念館         | 146,000 |
| 2016年2月21日 | 神户    | 日本             | 神戶世界紀念館         | 146,000 |
| 2016年2月27日 | 大邱    |                  | 大邱行政庭             |         |
| 2016年3月5日  | 釜山    | 釜山國際會展中心 |                        |         |
| 2016年3月12日 | 千葉    | 日本             | 幕張展覽館             |         |
| 2016年3月12日 | 千葉    | 日本             | 幕張展覽館             |         |
| 2016年3月13日 | 千葉    | 日本             | 幕張展覽館             |         |
| 2016年3月15日 | 大阪    | 日本             | 大阪城大廳             |         |
| 2016年3月15日 | 大阪    | 日本             | 大阪城大廳             |         |
| 2016年4月22日 | 臺北市  | 中華民國         | 臺北小巨蛋             | 7,000   |
| 2016年5月7日  | 赤鱲角  | 香港             | 亞洲國際博覽館         |         |
| 2016年5月14日 | 成都    | 中国             | 四川省體育館           |         |
| 2016年5月21日 | 南京    | 中国             | 南京奧體中心體育館     |         |
| 2016年6月3日  | 深圳    | 中国             | 深圳灣體育中心         |         |
| 2016年6月11日 | 上海    | 中国             | 上海體育館             |         |
| 2016年7月16日 | 曼谷    | 泰國             | Impact展覽中心3館&4館  |         |
| 2016年7月24日 | Kallang | 新加坡           | 新加坡室內體育館       | 6,500   |
| 2016年8月13日 | 吉隆坡  | 马来西亚         | 國家體育館             | 7,000   |
| 2016年9月3日  | 雅加達  | 印度尼西亞       | ICE - BSD CITY HALL 5  | 5,000   |
| 總計          | 總計    | 總計             | 總計                   | N/A     |

## 外部連結
- iKON的Facebook專頁
- iKON的Instagram帳戶
- YouTube上的iKON頻道
- iKON日本官方網站